# Biserica reformată din Cetariu
Biserica reformată din Cetariu este un monument istoric aflat pe teritoriul satului Cetariu, comuna Cetariu. În Repertoriul Arheologic Național, monumentul apare cu codul 28424.02.